# Rada Najwyższa Białoruskiej Socjalistycznej Republiki Radzieckiej
Rada Najwyższa Białoruskiej Socjalistycznej Republiki Radzieckiej – jednoizbowy parlament Białoruskiej SRR powołany do życia w 1938 na wzór Rady Najwyższej ZSRR oraz Rad Najwyższych innych 10 republik. Istniał do 1991, gdy przekształcił się w Radę Najwyższą Republiki Białorusi (do 1996). 

## Historia
Rada powstała na mocy konstytucji Białoruskiej SRR z 1937, która zmieniała dotychczasowy kształt głównych organów ustrojowych republiki. W założeniu miała być ciałem ustawodawczym sprawującym kontrolę nad działalnością władzy wykonawczej (zgodnie z prymatem władzy ustawodawczej nad wykonawczą w krajach socjalistycznych), mającą również funkcje kreujące i kontrolujące. W praktyce jej rola ograniczała się do zatwierdzania decyzji Komunistycznej Partii Białorusi. 
Wybory do Rady były czteroprzymiotnikowe: powszechne, równe, bezpośrednie i tajne, z wyłączeniem zasady proporcjonalności. Kraj dzielił się na jednomandatowe okręgi wyborcze, których granice i liczbę ustalano według tzw. jednolitej normy przedstawcielskiej (początkowo 1 deputowanego wybierało 20 tys. mieszkańców). W 1990 wybierano 360 posłów (w tym 310 w jednomandatowych okręgach, 29 kolejnych posłów nominowała Białoruska Republikańska Organizacja Weteranów Wojny i Pracy, a po 7: Towarzystwa Inwalidów, Ślepych i Głuchych). Jedynie w wyborach 1990 możliwy był wybór między kandydatami w okręgu, we wszystkich innych wyborach na jeden mandat przypadał jeden kandydat (członek KPB lub tzw. bezpartyjny). 
Wybory do Rady odbywały się co cztery lata, a od 1975 roku co 5 lat. Głosowania miały miejsce w latach 1938, 1947, 1951, 1955, 1959, 1963, 1967, 1971, 1975, 1980, 1985 i 1990.

## Chronologiczna lista przewodniczących
| #  | Imię i Nazwisko                    | Portret | Kadencja         | Kadencja         | Partia polityczna | Partia polityczna |
| #  | Imię i Nazwisko                    | Portret | Od               | Do               | Partia polityczna | Partia polityczna |
| -- | ---------------------------------- | ------- | ---------------- | ---------------- | ----------------- | ----------------- |
| 1  | Nadzieja Hrekawa (1910-2001)       |         | 25 lipca 1938    | 12 marca 1947    |                   | KP(b)B            |
| 2  | Wasil Kazłou (1903-1967)           |         | 12 marca 1947    | 17 marca 1948    |                   | KP(b)B            |
| 3  | Jewgienij Bugajow (1912-1997)      |         | 17 marca 1948    | 14 kwietnia 1949 |                   | KPB               |
| 4  | Iosif Bielski (1903-1966)          |         | 14 kwietnia 1949 | 28 marca 1955    |                   | KPB               |
| 5  | Timofiej Gorbunow (1904-1969)      |         | 28 marca 1955    | 28 marca 1963    |                   | KPB               |
| 6  | Wasilij Szauro (1912-2007)         |         | 28 marca 1963    | 22 grudnia 1965  |                   | KPB               |
| 7  | Maksim Tank (1912-1995)            |         | 22 grudnia 1965  | 15 lipca 1971    |                   | KPB               |
| 8  | Iwan Szamiakin (1921-2004)         |         | 15 lipca 1971    | 28 marca 1985    |                   | KPB               |
| 9  | Iwan Naumenko (1925-2006)          |         | 28 marca 1985    | 15 maja 1990     |                   | KPB               |
| 10 | Mikałaj Dziemianciej (1931-2018)   |         | 15 maja 1990     | 25 sierpnia 1991 |                   | KPB               |
| 11 | Stanisłau Szuszkiewicz (1934–2022) |         | 25 sierpnia 1991 | 18 września 1991 |                   | bezpartyjny       |